# Piotr Arak
Piotr Arak (ur. 22 maja 1987 w Warszawie) – polski ekonomista, doktor nauk społecznych w dyscyplinie nauki o polityce i administracji. W latach 2018–2023 dyrektor Polskiego Instytutu Ekonomicznego.

## Życiorys

### Wykształcenie
Jest absolwentem IV LO im. Adama Mickiewicza w Warszawie. W 2011 ukończył studia z zakresu polityki społecznej na Wydziale Nauk Politycznych i Stosunków Międzynarodowych Uniwersytetu Warszawskiego. Jest również absolwentem studiów podyplomowych z zakresu metod statystycznych w biznesie na Wydziale Nauk Ekonomicznego UW oraz programu MBA realizowanego przez Szkołę Główną Handlową i Université du Québec à Montréal. W 2023 uzyskał stopień doktora nauk społecznych na Wydziale Nauk Politycznych i Studiów Międzynarodowych Uniwersytetu Warszawskiego..

#### Działalność zawodowa
Podczas studiów na UW, w latach 2008–2011 pracował w Kancelarii Prezesa Rady Ministrów, na stanowisku asystenta Ministra-członka Rady Ministrów, a następnie doradcy Ministra Administracji i Cyfryzacji Michała Boniego. W 2012 był zawodowo związany z Programem Narodów Zjednoczonych ds. Rozwoju. W latach 2013–2017 był analitykiem w Centrum Analitycznym Polityka Insight, a następnie managerem w firmie doradczej Deloitte. Od października 2018 do grudnia 2023 był dyrektorem Polskiego Instytutu Ekonomicznego. Następnie został głównym ekonomistą VeloBanku.

#### Działalność publicystyczna
Jego główne zainteresowania badawcze to makroekonomia, polityka fiskalna, zrównoważony rozwój. Jest autorem publikacji naukowych, autorem lub współautorem blisko 150 publikacji popularnonaukowych z zakresu ekonomii, nauk o polityce i administracji. Opublikował również ponad 200 artykułów prasowych, z czego 40 w mediach zagranicznych. Publikował m.in. na łamach „Liberté!”. W 2021 wydawnictwo Poltext opublikowało jego książkę pt. „Pandenomia. Czy koronawirus zakończył erę neoliberalizmu?”.

#### Członkostwo w organizacjach
Jest członkiem rady zarządzającej brukselskiego think-tanku ERCST - European Roundtable on Climate Change and Sustainable Transition, jury konkursu „Raporty Zrównoważonego Rozwoju”, Rady Nadzorczej PFR Ventures, Rady Programowej Europejskiego Forum Nowych Idei EFNI, Eksperckiej Rady ds. Bezpieczeństwa Energetycznego i Klimatu.

## Nagrody i wyróżnienia
W 2012 był zwycięzcą I edycji organizowanego przez Narodowy Bank Polski konkursu „Gdyby to zależało ode mnie, to…” na najlepszą pracę wskazującą co i w jaki sposób można zrobić w Polsce, aby lepiej gospodarować finansami publicznymi.
W 2020 znalazł się na liście 30 najbardziej wpływowych osób w polskiej gospodarce, stworzonej przez RMF FM, money.pl i 300Gospodarka.
W 2020 został wyróżniony odznaką honorową „Za Zasługi dla Finansów Publicznych Rzeczypospolitej Polskiej”.